# Bothrops brazili
Bothrops brazili är en ormart som beskrevs av Amaral 1923. Bothrops brazili ingår i släktet Bothrops och familjen huggormar. Inga underarter finns listade.
Arten förekommer i Amazonområdet och i angränsande regioner från södra Colombia och södra Venezuela till östra Ecuador, östra Peru, norra Bolivia, centrala Brasilien och till regionen Guyana. Honan lägger inga ägg utan föder levande ungar.